# Апарель

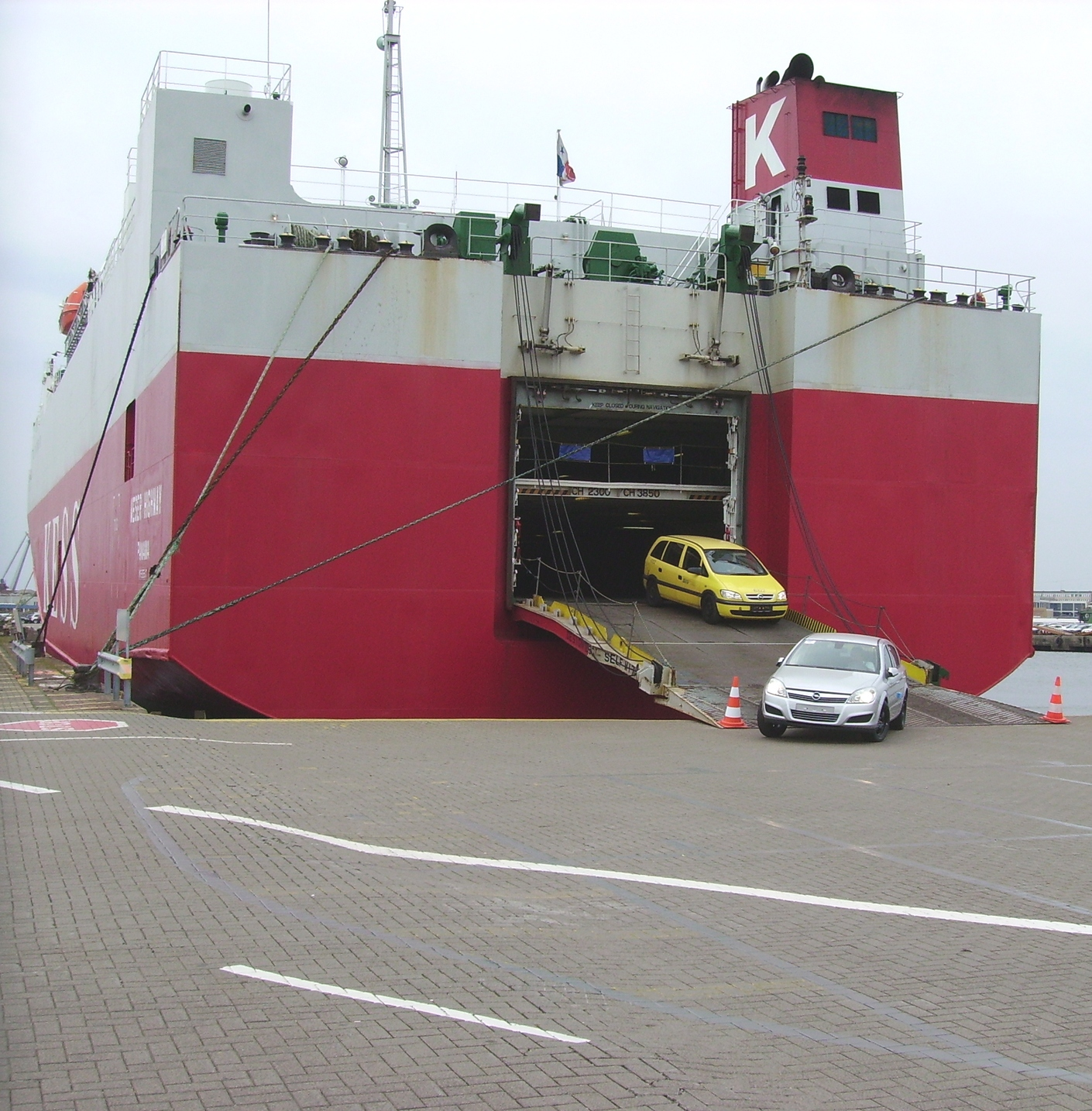
Виїзд автомобілів по апарелі з вантажного судна типу Ролкер. 30 червня 2009

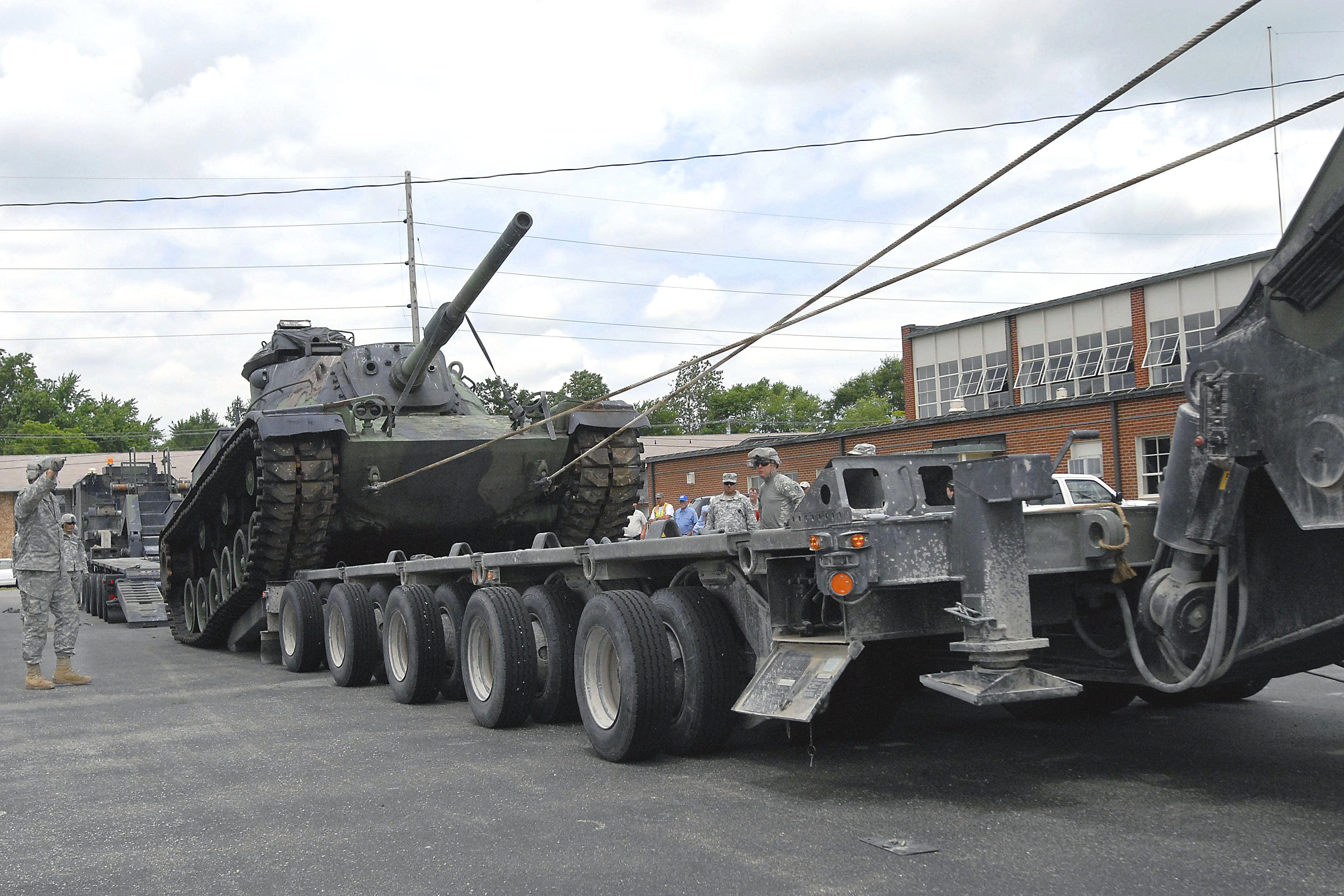
Заїзд американського танка M60 Patton по апарелі на важкий автоперевезник. 30 червня 2009

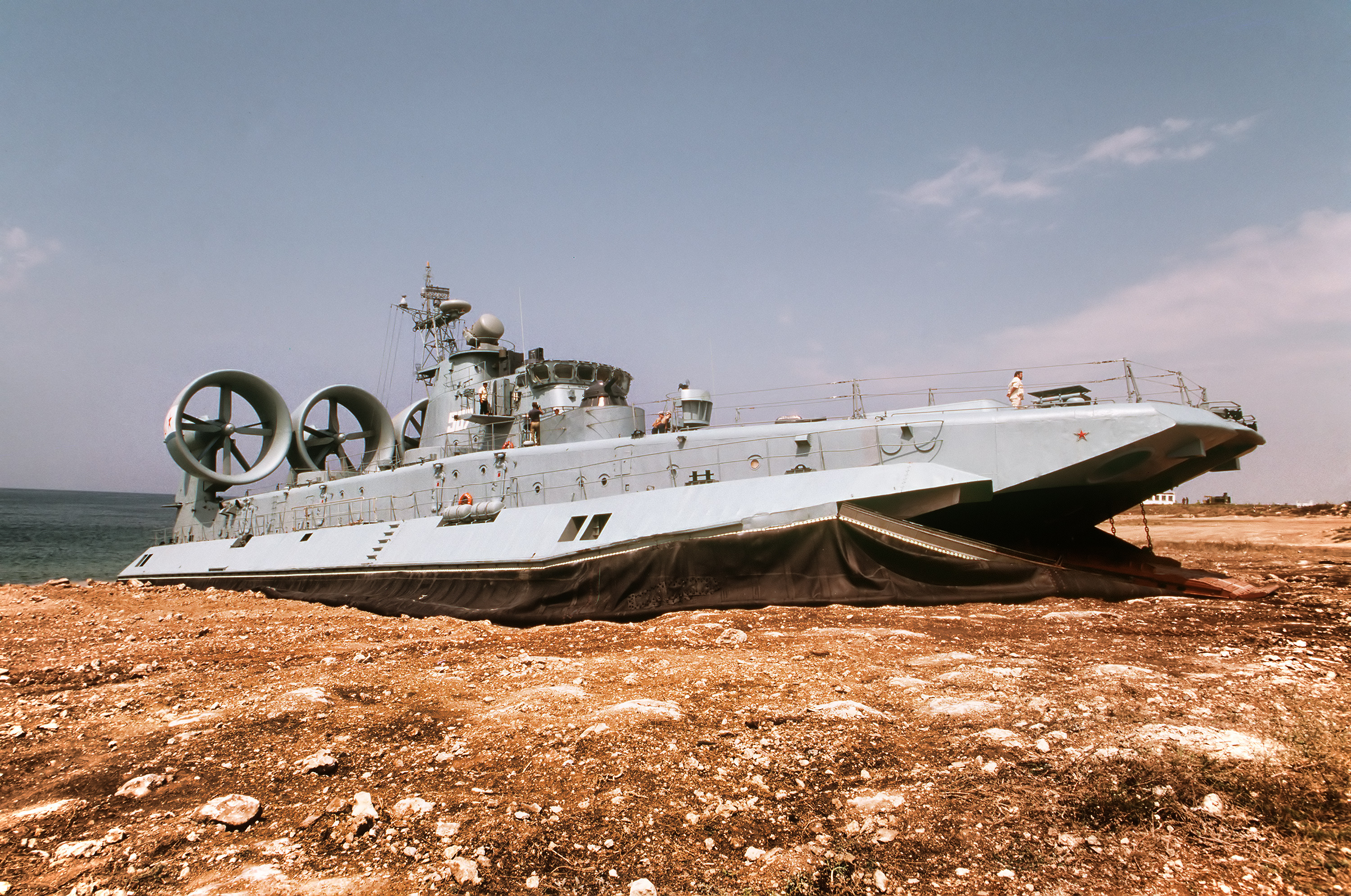
Малий десантний корабель на повітряній подушці проекту «Зубр» МДК-57 (майбутній український МДК U422 Краматорськ) з відкритою апареллю в Севастополі під час візиту американських кораблів, 4 серпня 1989 року

Апаре́ль (від фр. appareil — «пристрій», «прилад», «апарат»)  — похила площина, рух по якій можливий при менших тягових зусиллях (див. похила площина як елементарний механізм).

## Зміст

### Увійськово-інженерній справіскладова польовихфортифікаційних споруд
- Пологий підйом до піднесених частин будівель, споруд[2].
- Пологий спуск в окопи, укриття для в'їзду або виїзду військової техніки: танків, БТР, бойових машин, РЛС, апаратних зв'язку.
- Пологий насип або похила платформа транспортних засобів, призначена для завантаження техніки в потяг або на переправний пристрій.
- Пристрій в носовій частині десантного корабля для сходу на берег особового складу і військової техніки.
- Двері бронетехніки у вигляді відкидної панелі, що у відкритому стані слугує як похила платформа чи сходи для висадки та посадки особового складу.

### В архітектурі та містобудуванні
В архітектурі цивільних споруд термін «апарель» практично не застосовується. Натомість нього використовують слово «пандус».

## Улаштування
При фортифікаційних роботах в рамках інженерного забезпечення військ, якщо дозволяє бойова обстановка, відриванням котлованів для окопів та укриттів техніки займаються підрозділи інженерних військ.
У разі застосування для цього котлованних землерийних машин для відриття кожного окопу в напрямка, перпендикулярному фронту, робиться кілька проходів в одну і другу сторону (при цьому МДК-2 копає, рухаючись вперед і вибираючи ґрунт до 30–40 см у глибину, а МДК-3 копає заднім ходом, вибираючи до 1,5 м вглиб за один прохід; рух в дві сторони необхідний для насипання бруствера з обох боків по всій довжині окопа). Обладнання машин дозволяє влаштовувати пологі апарелі з ухилом близько 15°, що дозволяє техніці заходити і залишати окоп самостійно навіть в негоду.
Після відривання котлована на повну глибину та апарель, що знаходиться з боку від противника, засипається бульдозерним обладнанням машини. За необхідності формується сектор вогню (танкам, БТР, БМП, БМ).